# Setaria globulifera
Setaria globulifera là một loài thực vật có hoa trong họ Hòa thảo. Loài này được (Steud.) Griseb. miêu tả khoa học đầu tiên năm 1879.